# Onitis gazanus
Onitis gazanus là một loài bọ cánh cứng trong họ Bọ hung (Scarabaeidae).